# Hội Ninh
Hội Ninh (chữ Hán phồn thể: 會寧縣, chữ Hán giản thể: 会宁县) là một huyện thuộc địa cấp thị Bạch Ngân, tỉnh Cam Túc, Cộng hòa Nhân dân Trung Hoa. Huyện này có diện tích 6439 km², dân số năm 2004 là 580.000 người. Huyện lỵ đóng ở trấn Hội Sư. Mã số bưu chính là 730700. Về mặt hành chính, huyện này được chia thành 3 trấn, 31 hương.
- Trấn: Hội Sư, Quách Thành Dịch, Hà Ban.
- Hương: Đinh Gia Câu, Trung Xuyên, hương dân tộc Hồi Tân Thiêm Bảo, Hầu Gia Xuyên, Đảng Gia Hiện, Dương Nhai Tập, Thanh Giang Dịch, Lão Quân Pha, Thái Bình Điếm, Trạch Gia Sở, Đào Hoa Sơn, Sài Gia Môn, Vương Gia Điện, Bát Lý Loan, Bình Đầu Xuyên, Hàn Gia Tập, Chưởng Lý, Đại Câu, Tứ Phòng Ngô, Cam Câu Dịch, Hán Gia Xá, Thổ Môn Hiện, Tân 塬, Lưu Gia Trại Tử, Thảo Than, Thổ Cao Sơn, Bạch Thảo 塬, Hà Ban, Đầu Trại Tử, Tân Trang và Biên.